# Milan Medić
Milan Medić (in serbo Милан Медић?; Sombor, 16 marzo 1961) è un ex cestista jugoslavo, dal 1991 macedone.

## Palmarès
- YUBA liga: 2

Partizan Belgrado: 1978-79, 1980-81
- Coppa di Jugoslavia: 1

Partizan Belgrado: 1979
- Coppa Korać: 2

Partizan Belgrado: 1977-78, 1978-79